# Città federali della Russia

Città federali della Russia

Le città federali della Russia (in russo Федеральные города России?, Federal'nye goroda Rossii) sono città classificate come soggetti federali; pur essendo capoluoghi delle omonime oblast', sono enti territoriali da questi distinti.
Il 18 marzo 2014, la Repubblica autonoma di Crimea e Sebastopoli si sono unite alla Federazione Russa per effetto del trattato di annessione alla Federazione Russa seguito al referendum sull'autodeterminazione della Crimea, considerato un atto bellicoso dall'Ucraina. Sebastopoli è stata designata città d'importanza federale. La maggior parte della comunità internazionale e l'Ucraina non riconoscono l'annessione di Sebastopoli e del resto della Crimea alla Federazione Russa e continuano a considerarla come parte integrante del territorio ucraino.

## Elenco
| Mappa # | Codice | Codice ISO | Nome            | Bandiera | Stemma | Oblast'    | Circondario federale | Regioni economiche | Superficie (km²) | Abitanti (2012) |
| ------- | ------ | ---------- | --------------- | -------- | ------ | ---------- | -------------------- | ------------------ | ---------------- | --------------- |
| 1       | 77     | MOW        | Mosca           |          |        | Mosca      | Centrale             | Centrale           | 2 561,5          | 12 111 194      |
| 2       | 78     | SPE        | San Pietroburgo |          |        | Leningrado | Nordoccidentale      | Nord-ovest         | 1 439            | 5 131 967       |
| 3       | 92     | UA-40      | Sebastopoli     |          |        | (nessuno)  | Meridionale          | Sud                | 864              | 346 070         |